# Lac Ajawaan
Le lac Ajawaan est situé dans la municipalité de Waskesiu, dans la province de Saskatchewan, au Canada, à 700 mètres de l'extrémité nord du lac Kingsmere. Le lac Ajawaan est célèbre, car c'est celui où a vécu de 1932 à 1938 le naturaliste Archibald Belaney, alias Grey Owl, personnage principal d'un film du même nom. Le lac est riche en brochets et en dorés jaunes. Il est aussi fréquenté par des castors.